# 24 Ore di Le Mans 1985
La 24 Ore di Le Mans 1985 è stata la 53ª maratona automobilistica svoltasi sul Circuit de la Sarthe di Le Mans, in Francia, tra l'11 e il 16 giugno 1985, valevole come prova del Campionato del mondo sportprototipi 1985. Viene ricordata per l'influenza dei nuovi limiti al consumo sulle strategie di gara.

## Contesto
Dopo più di tre anni dall'entrata in vigore, le norme per il consumo sembrano aver designato la loro miglior interprete: la Porsche 956 sembra quasi imbattibile, sia sulle piste del Campionato mondiale Endurance che a Le Mans, dove ha centrato tre vittorie consecutive. Con due vetture per il Joest Racing, una per i fratelli Kremer, una per Fitzpatrick, una per il Brun Motorsport, una per il Richard Lloyd Racing (RLR) e infine una per il team Obermaïer, le Porsche 956 sono le vetture presenti in maggior numero sulla griglia di partenza. Eppure, alla vigilia della 24 Ore del 1985, molti ritengono che la 956 potrebbe subire la prima sconfitta a Le Mans.
A dar fastidio al nugolo di 956 è la nuova Porsche 962C ufficiale. In effetti, la 962C è uno sviluppo delle 962 progettate per le norme IMSA sulla base della 956 e già viste l'anno precedente nella squadra di Preston Henn. Per motivi di sicurezza in caso d'incidente, il regolamento prevede ora che sulle automobili costruite a partire dal 1985 i piedi dei piloti si trovino dietro dall'asse delle ruote anteriori. È stato pertanto necessario aumentare l'interasse della 956 e accorciarne lo sbalzo anteriore. Tale regola ha imposto alla Porsche l'uso del telaio IMSA, mantenendo il motore biturbo vietato nelle gare Statunitensi. Da qui il nome di 962C, cioè telaio tipo 962 dotato di motore Gruppo C. John Fitzpatrick aveva già portato in gara una macchina simile l'anno prima in assenza della squadra ufficiale, ma la vettura era dotata di una cofano anteriore studiato per le gare brevi e quest'anno non partecipa a causa di un incidente in prova. Altre due 962C vengono affidate ai team Kremer (la nº11) e Brun (la nº19).

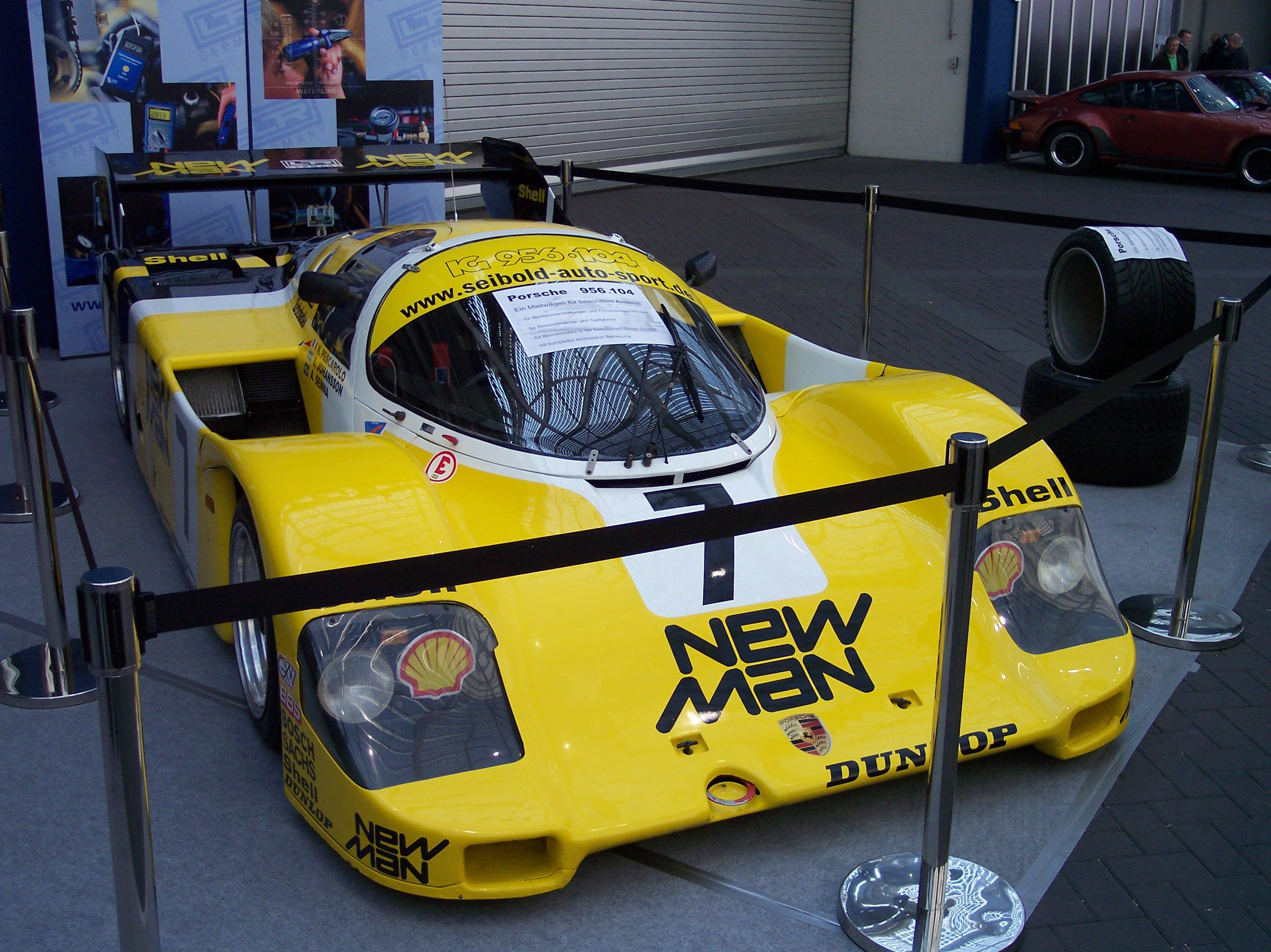
La Porsche 956 nº7 del Joest Racing vincitrice della corsa

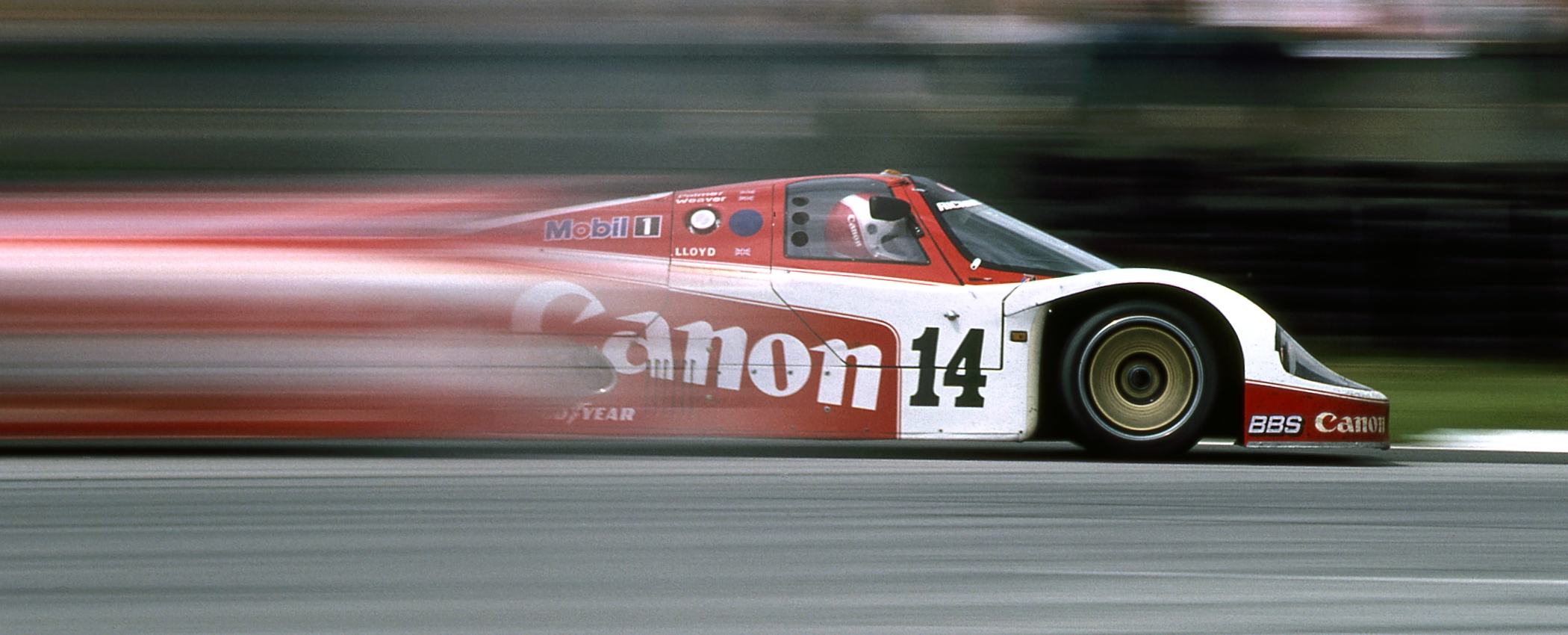
La Porsche 956 nº14 del Richard Lloyd Racing

Per quanto riguarda gli equipaggi Porsche ufficiali, Jacky Ickx e Derek Bell non sono più sulla stessa auto: il belga corre con Jochen Mass sulla nº1 mentre il britannico è con Hans-Joachim Stuck sulla nº2. La terza vettura è affidata a due dei vincitori del 1983, Vern Schuppan e Al Holbert, affiancati da John Watson (che aveva lasciato la Formula Uno) al posto di Hurley Haywood, che era passato alla Jaguar.
La squadra Lancia, agli ordini di Cesare Fiorio, schiera due LC2 ufficiali, ma le vetture italiane non sono realmente in grado di tener testa alle Porsche. Sotto accusa è l'affidabilità sulla lunga distanza, anche alla luce dei nuovi limiti di consumo previsti per il 1985 (solo 2210 litri a disposizione delle Gruppo C), che mal si adattano al loro vorace motore V8 di origine Ferrari, tanto più che la versione 1985 è molto più larga di quelle viste in gara nel 1983 e nel 1984: la larghezza è stata aumentata fino al limite regolamentare di due metri per migliorare la tenuta di strada, andando a scapito della velocità massima e dei consumi. La nº4 è affidata a Bob Wollek, Alessandro Nannini e Lucio Cesario, mentre sulla nº5 Mauro Baldi fa coppia con Henri Pescarolo, reduce dalla vittoria dell'anno precedente col team Joest Racing.
Schierata in gara anche la Jaguar XJR-5 dal team statunitense Group 44 guidato da Bob Tullius, ma l'esperienza dell'anno prima ha dimostrato che la pista di Le Mans non è adatta alla loro vettura, perciò si ripresentano alla corsa con un pacchetto aerodinamico rivisto per ridurre la deportanza e migliorare la penetrazione (muso più profilato e alettone senza paratie laterali), sospensioni irrigidite e il 10% di potenza in più: conformi al regolamento IMSA, le vetture del giaguaro sono molto più pesanti della diretta concorrenza, coi loro 162 kg oltre il limite regolamentare e inoltre le nuove XJR-6 del Tom Walkinshaw Racing non sono pronte in tempo per la gara.
Per quanto riguarda le squadre francesi, sono presenti cinque Rondeau, ma nessuna di esse può aspirare al podio; Yves Courage si affida ai motori Porsche per le sue Cougar C02, derivata dalla precedente C01-Cosworth e progettata da Marcel Hubert, già coinvolto nel progetto della Renault Alpine A442, vittoriosa nel 1978. Insieme a loro la squadra WM-Peugeot si presenta a Le Mans per la decima volta e per festeggiare l'avvenimento porta in gara tre WM P83B. Sul fronte piloti la grande sorpresa è data da Jean Rondeau, che dopo essere arrivato secondo l'anno prima al volante di una Porsche passa quest'anno alla squadra un tempo sua rivale. In squadra anche Jean Claude Andruet e Roger Dorchy, che aveva brillantemente debuttato nella gara del 1984 permettendo per la prima volta alla "piccola" WM di tenere la testa della 24 Ore. Dopo la scelta tecnica della Lancia di adeguarsi alla concorrenza, le WM erano ora le uniche vetture a non sfruttare tutta la larghezza regolamentare, allo scopo di ottenere una maggiore velocità di punta, ma difficilmente ripeteranno l'exploit dell'anno precedente.
Altra contendente è la nuova Sauber C8, spinta da un motore V8 Mercedes-Benz turbocompresso, ma non riuscirà ad esprimere il suo potenziale poiché durante le prove il pilota John Nielsen si prende un grande spavento decollando sul dosso di Mulsanne e atterrando sulle quattro ruote dopo un "looping" completo. Peter Sauber saggiamente decide di non portare l'auto in gara.
Assenti le Aston Martin Nimrod dopo il doppio incidente patito l'anno prima: Ray Mallock schiera le sue Ecosse (che sembrano delle Nimrod in scala ridotta) nel Gruppo C2, mentre il motorista inglese fornisce i motori alla Emka di Steve O'Rourke e alla Cheetah nº24, due vetture non hanno grosse ambizioni per la classifica generale.
Anche la Toyota è sul circuito con un programma ufficiale basato sull'esperienza maturata con le Gruppo C del'All-Japan Endurance Championship insieme al Team TOM'S e le sue due Dome 85C sono affidate a un equipaggio tutto giapponese (la nr.36, con Satoru Nakajima) e uno internazionale (la nr.38), ma le vetture hanno un'eccessiva deportanza all'avantreno che le rende instabili sul dritto e il problema viene risolto con il cambio della carrozzeria, mostrando però il vero lato debole della 85C, cioè la scarsa potenza del motore quadricilindrico 2,1 litri turbocompresso: i suoi "soli" 550 CV non le permettono né di competere con le altre C1, né di superare la soglia psicologica delle "200 miglia orarie" (320 km/h), pertanto la priorità diventa finire la gara e accumulare esperienza.
Per quanto riguarda il Gruppo C2, lo schieramento è formato da Alba, Ecosse, Tiga, Gebhardt Motorsport e le Mazda ufficiali, che insistono nel partecipare nella categoria inferiore con la loro 737C spinta da un birotore Wankel. Presenti anche le Gruppo B: tre BMW M1 e una Porsche 911.

## Qualifiche
Stuck coglie la pole position con 3'14"80, Ickx è secondo, staccato di 48 centesimi, terza è la Lancia LC2 di Wollek/Nannini/Cesario. Al quarto posto il team Joest con la nº7 di Klaus Ludwig (quest'anno affiancato da Paolo Barilla e John Winter), a ribadire che l'anno prima quella stessa vettura non aveva vinto per caso. Quinta la terza Porsche ufficiale, sesta l'altra Lancia e settima la 956 Kremer dell'equipaggio Van der Merwe/Fouché/Hytten. All'ottavo posto l'altra vettura di Joest. Nei team Kremer e Brun le 956 sono più veloci delle 962C.

## Gara
Partenza alle ore 15:00 e Ickx adotta subito una tattica di risparmio del carburante, comune a tutte le Porsche ufficiali, mentre il più aggressivo Bob Wollek prende il comando alla curva Dunlop, seguito da Klaus Ludwig sulla Porsche 956 di Joest e alla fine dell'Hunaudières le 962C sono quarta, quinta e undicesima. Già dalle prime battute si capisce che il tema del consumo di carburante condizionerà le strategie: Ludwig, infatti, preferisce restare in scia alla Lancia LC2 in ottica di risparmio, anziché sorpassarla e fare la lepre.
Alla fine del secondo giro nessun cambiamento in testa: Wollek è primo, poi Ludwig, Sarel Van Der Merwe (Kremer Porsche nº10), Oscar Larrauri (Porsche Brun nº18), Jean-Pierre Jarier (Kremer Porsche nº11) e Jonathan Palmer (RLR Porsche nº14). La migliore delle Porsche ufficiali, quella di Schuppan/Holbert/Watson è ottava, preceduta dalla Emka-Aston Martin nº66 di Tiff Needell, che non sembra badare alla strategia di consumo; strategia che condiziona la gara di Ickx, che sceglie di girare in 3'45", mentre le Porsche private hanno un ritmo compreso tra 3'37" o 3'38": si ritrova così diciannovesimo.
Al quarto giro Wollek viene sorpassato da Ludwig e allora imposta il proprio ritmo "economico" e si lascia poi passare anche dalle altre Porsche private. Nella prima mezz'ora di corsa il carosello dei sorpassi "concessi" da chi vuol risparmiare porta in testa Palmer e al terzo posto la Emka-Aston Martin. La prima ora di gara si è svolta all'insegna delle Porsche private, che si fermano per il rifornimento a cavallo del sessantesimo minuto: le Porsche ufficiali, che hanno risparmiato, si ritrovano al 6º, 7º e 8º posto e alla fine del carosello dei rifornimenti in testa resta la Emka-Aston Martin, che per guadagnare tempo ai box decide di riempire metà serbatoio e ritrovarsi al comando per un po' e farsi pubblicità, salvo poi cedere il definitivamente il comando a Ludwig e Palmer al 20º giro, che si dimostrano i più veloci e i più economi in pista, a differenza delle Porsche ufficiali, che, nonostante la loro accurata strategia, consumano anche più delle Lancia.

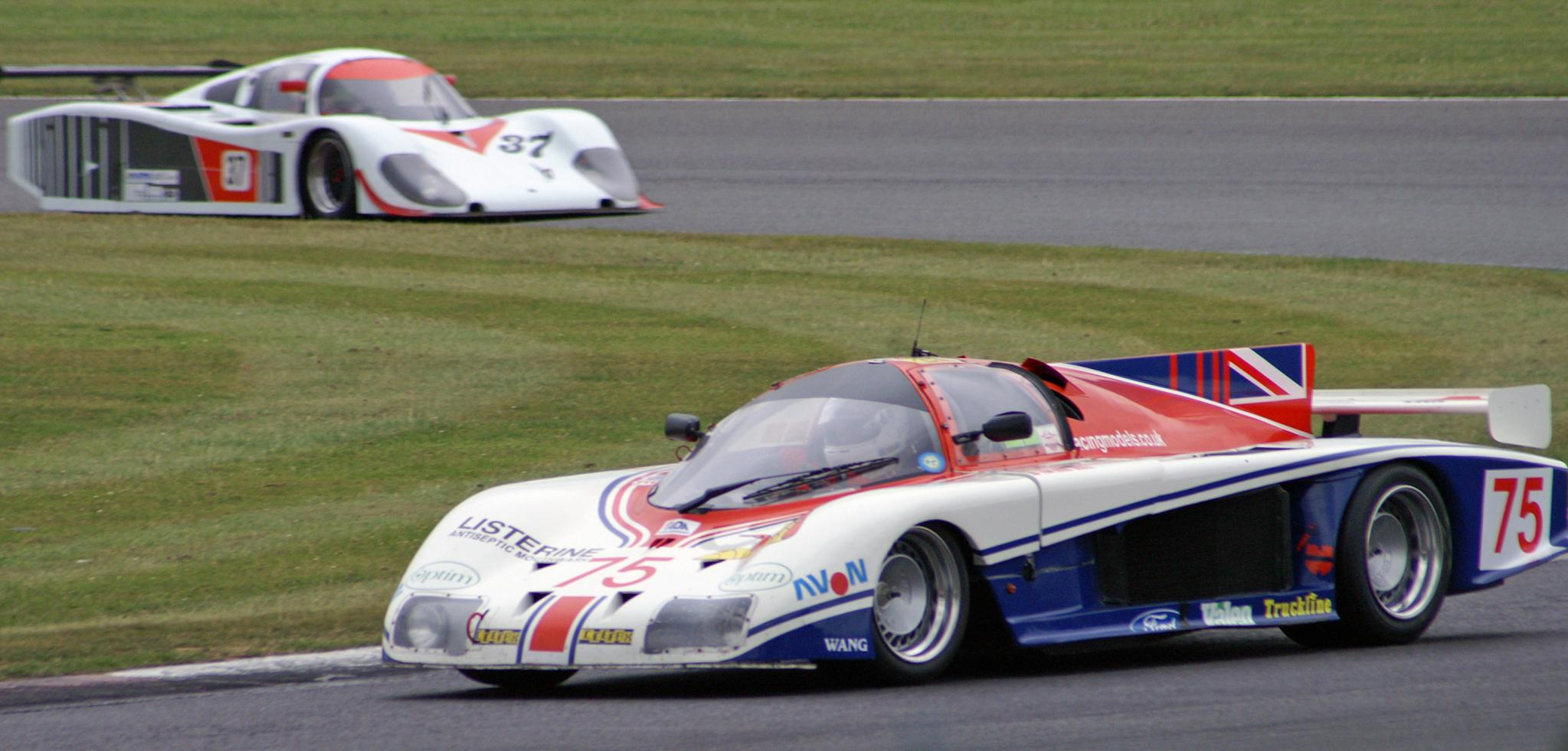
La Gebhardt JC843, appartenente al Gruppo C2

Durante la terza ora la Cougar C02-Porsche subisce due incidenti in un solo giro e rientra ai box per le riparazioni, mentre la corsa è ancora un affare tra le auto di Joest e Richard Lloyd, seguite dalla 956 del team Brun, dalla LC2 di Wollek/Nannini/Cesario e dalla 962C di Bell/Stuck, con le due vetture di testa che si sorpassano in continuazione e sembrano quasi due ciclisti in fuga dal gruppo che si alternano per aiutarsi vicendevolmente. Intanto alle 18:30 Mass è costretto a rientrare lentamente ai box per problemi di accensione: viene sostituita la centralina e un'ora dopo tocca a un tubo dell'olio. A questo punto Ickx rompe gli indugi e va all'attacco senza preoccuparsi del consumo e alle 20:15 gira in 3'25"1, dimostrando di essere il più veloce in pista, ma dopo l'exploit la gara può ritenersi finita per Jacky e Jochen, per colpa del cambio da riparare.
In serata la WM-Peugeot nº43 di Jean Claude Andruet sbanda inspiegabilmente sull'Hunaudières e ne esce distrutta, mentre il pilota è illeso: la pace-car neutralizza la gara per circa una mezz'ora e alla fine della sesta ora in testa è ancora la 956 nº7 di Joest, seguita ancora dalla nº14 del Richard Lloyd Racing, mentre quella di Brun ha ceduto il terzo posto alla Lancia di Wollek/Nannini/Cesario, seguita dalle 962C.
Alle 21:30 la vettura nº7 resta sola in testa, poiché la 956 del RLR si ferma per ben due volte ai box per risolvere dei problemi elettrici e sprofonda al settimo posto, mentre la nº18 di Walter Brun sale al secondo posto, ma è molto distante. Al calar della notte cominciano a spuntare le noie di affidabilità che solitamente decimano lo schieramento e anche la Porsche 962C di Bell/Stuck deve fermarsi a i box per sostituire il portamozzo anteriore sinistro, cedendo diverse posizioni.
Durante la notte accade qualcosa di spiacevole: diverse squadre sono vittima di carenza di carburante ai box e non possono rifornire le loro vetture. Ne fanno le spese alcune Porsche (tra cui la nº14) e le due Lancia, tanto che la direzione gara gli conteggia i giri non coperti in funzione del tempo perso ai box e dopo 12 ore di corsa la classifica vede in testa sempre la 956 di Ludwig/Barilla/Winter, seguita dalla 962C di Schuppan/Holbert/Watson e dalla 956 di Brun, con la Lancia di Wollek/Nannini/Cesario scesa al quarto posto che poco dopo perde le ultime speranze di vittoria per colpa di un turbo rotto. All'alba la classifica vede la 962C di Schuppan/Holbert/Watson attardata da un portamozzo da sostituire, che la fa scendere al 5º posto, dietro i compagni di squadra Bell e Stuck, mentre durante la notte si è completata la rimonta della 956 nº14 del Richard Lloyd Racing, che si è ripresa il secondo posto a scapito del team Brun, alle spalle della 956 giallo-nera nº7.
Verso le 10:00 la seconda 956 di Joest deve ritirarsi: Jean Paul Belmondo va in testacoda alla curva Dunlop danneggiando irrimediabilmente la vettura da lui riportata ai box, mentre poco dopo si ritira anche la 962C di Schuppan/Holbert/Watson col motore muto e dopo le 11:00 un testacoda sull'Hunaudières mette fuori gioco la 962C del team Brun: auto distrutta e pilota illeso. Ma non finisce qui, perché a mezzogiorno il cambio tradisce l'altra vettura di Walter Brun, la 956 nº18: a seguito di questi ritiri la Porsche nº2 sale al terzo posto, la 956 di John Fitzpatrick ottiene il quarto e le due Lancia il sesto e il settimo.
Sempre verso le 11:00 c'è la svolta nel Gruppo C2: la Mazda 737C che guidava saldamente la categoria perde 83 minuti ai box per riparare il cambio, cedendo la testa della propria classe a favore della Tiga-Spice di Gordon Spice/Ray Bellm/Mark Galvin, che la manterrà fino alla fine.
Alle 15:00 la Porsche 956 nº7 passa per prima sotto la bandiera a scacchi, confermando la vittoria conquistata l'anno precedente dal medesimo telaio, il 956/117, un onore condiviso con la Ford GT40/1075 del team di John Wyer, la sola altra vettura ad avere precedentemente ottenuto la stessa impresa nel 1968 e nel 1969 ma con due numeri di gara diversi (n. 9 nel '68, n. 6 nel '69). Klaus Ludwig, Paolo Barilla e John Winter si sono imposti sulla concorrenza, soprattutto i primi due, poiché John ha infatti pilotato per soli 70 minuti, tra cui una mezz'ora dietro la pace car. al secondo posto la 956 del Richard Lloyd Racing, che ha pagato il ritardo patito ai box in serata, ma che ha riagguantato il podio con una strepitosa rimonta, mentre la 962C ufficiale di Bell e Stuck completa il podio più per le disgrazie altrui che per i propri meriti, ma comunque mitiga la disfatta del team della Casa di Stoccarda.

## Classifica finale
| Pos     | Classe | N°  | Squadra                                 | Piloti                                                       | Vettura                             | Gomme | Giri |
| Pos     | Classe | N°  | Squadra                                 | Piloti                                                       | Motore                              | Gomme | Giri |
| ------- | ------ | --- | --------------------------------------- | ------------------------------------------------------------ | ----------------------------------- | ----- | ---- |
| 1       | C1     | 7   | New-Man Joest Racing                    | Klaus Ludwig Paolo Barilla "John Winter"                     | Porsche 956B                        | D     | 374  |
| 1       | C1     | 7   | New-Man Joest Racing                    | Klaus Ludwig Paolo Barilla "John Winter"                     | Porsche Type-935 2.6 L Turbo Flat-6 | D     | 374  |
| 2       | C1     | 14  | Richard Lloyd Racing                    | Jonathan Palmer James Weaver Richard Lloyd                   | Porsche 956 GTi                     | G     | 371  |
| 2       | C1     | 14  | Richard Lloyd Racing                    | Jonathan Palmer James Weaver Richard Lloyd                   | Porsche Type-935 2.6 L Turbo Flat-6 | G     | 371  |
| 3       | C1     | 2   | Rothmans Porsche                        | Derek Bell Hans-Joachim Stuck                                | Porsche 962C                        | D     | 367  |
| 3       | C1     | 2   | Rothmans Porsche                        | Derek Bell Hans-Joachim Stuck                                | Porsche Type-935 2.6 L Turbo Flat-6 | D     | 367  |
| 4       | C1     | 33  | John Fitzpatrick Racing                 | Jo Gartner David Hobbs Guy Edwards                           | Porsche 956B                        | Y     | 366  |
| 4       | C1     | 33  | John Fitzpatrick Racing                 | Jo Gartner David Hobbs Guy Edwards                           | Porsche Type-935 2.6 L Turbo Flat-6 | Y     | 366  |
| 5       | C1     | 10  | Porsche Kremer Racing                   | Mario Hytten George Fouché Sarel van der Merwe               | Porsche 956B                        | G     | 361  |
| 5       | C1     | 10  | Porsche Kremer Racing                   | Mario Hytten George Fouché Sarel van der Merwe               | Porsche Type-935 2.6 L Turbo Flat-6 | G     | 361  |
| 6       | C1     | 4   | Martini Lancia                          | Bob Wollek Alessandro Nannini Lucio Cesario                  | Lancia LC2                          | M     | 360  |
| 6       | C1     | 4   | Martini Lancia                          | Bob Wollek Alessandro Nannini Lucio Cesario                  | Ferrari 308C 3.0 L Turbo V8         | M     | 360  |
| 7       | C1     | 5   | Martini Lancia                          | Henri Pescarolo Mauro Baldi                                  | Lancia LC2                          | M     | 358  |
| 7       | C1     | 5   | Martini Lancia                          | Henri Pescarolo Mauro Baldi                                  | Ferrari 308C 3.0 L Turbo V8         | M     | 358  |
| 8       | C1     | 26  | Obermaier Racing Team                   | Jürgen Lässig Jésus Pareja Hervé Regout                      | Porsche 956                         | G     | 357  |
| 8       | C1     | 26  | Obermaier Racing Team                   | Jürgen Lässig Jésus Pareja Hervé Regout                      | Porsche Type-935 2.6 L Turbo Flat-6 | G     | 357  |
| 9       | C1     | 11  | Porsche Kremer Racing                   | Jean-Pierre Jarier Mike Thackwell Franz Konrad               | Porsche 962C                        | G     | 356  |
| 9       | C1     | 11  | Porsche Kremer Racing                   | Jean-Pierre Jarier Mike Thackwell Franz Konrad               | Porsche Type-935 2.6 L Turbo Flat-6 | G     | 356  |
| 10      | C1     | 1   | Rothmans Porsche                        | Jacky Ickx Jochen Mass                                       | Porsche 962C                        | D     | 348  |
| 10      | C1     | 1   | Rothmans Porsche                        | Jacky Ickx Jochen Mass                                       | Porsche Type-935 2.6 L Turbo Flat-6 | D     | 348  |
| 11      | C1     | 66  | EMKA Productions, Ltd.                  | Tiff Needell Steve O'Rourke Nick Faure                       | EMKA C84/1                          | D     | 338  |
| 11      | C1     | 66  | EMKA Productions, Ltd.                  | Tiff Needell Steve O'Rourke Nick Faure                       | Aston Martin-Tickford 5.3 L V8      | D     | 338  |
| 12      | C1     | 36  | Tom's Team                              | Satoru Nakajima Masanori Sekiya Kaoru Hoshino                | Tom's 85C-L                         | B     | 330  |
| 12      | C1     | 36  | Tom's Team                              | Satoru Nakajima Masanori Sekiya Kaoru Hoshino                | Toyota 4T-GT 2.1 L Turbo I4         | B     | 330  |
| 13      | GTP    | 44  | Jaguar Group 44                         | Bob Tullius Chip Robinson Claude Ballot-Léna                 | Jaguar XJR-5                        | G     | 324  |
| 13      | GTP    | 44  | Jaguar Group 44                         | Bob Tullius Chip Robinson Claude Ballot-Léna                 | Jaguar 6.0 L V12                    | G     | 324  |
| 14      | C2     | 70  | Spice Engineering                       | Gordon Spice Ray Bellm Mark Galvin                           | Spice-Tiga GC85                     | A     | 312  |
| 14      | C2     | 70  | Spice Engineering                       | Gordon Spice Ray Bellm Mark Galvin                           | Ford Cosworth DFL 3.3 L V8          | A     | 312  |
| 15      | B      | 151 | Helmut Gall                             | Edgar Dören Martin Birrane Jean-Paul Libert                  | BMW M1                              | A     | 307  |
| 15      | B      | 151 | Helmut Gall                             | Edgar Dören Martin Birrane Jean-Paul Libert                  | BMW M88 3.5 L I6                    | A     | 307  |
| 16      | C2     | 75  | ADA Engineering                         | Ian Harrower Steve Earle John Sheldon                        | Gebhardt JC843                      | A     | 299  |
| 16      | C2     | 75  | ADA Engineering                         | Ian Harrower Steve Earle John Sheldon                        | Ford Cosworth DFL 3.3 L V8          | A     | 299  |
| 17      | C1     | 42  | WM-Peugeot                              | Michel Pignard Jean-Daniel Raulet Jean Rondeau               | WM P83B                             | M     | 299  |
| 17      | C1     | 42  | WM-Peugeot                              | Michel Pignard Jean-Daniel Raulet Jean Rondeau               | Peugeot PRV 2.6 L Turbo V6          | M     | 299  |
| 18      | C1     | 39  | Bussi Racing                            | Bruno Sotty Jean-Claude Justice Patrick Oudet                | Rondeau M382                        | D     | 291  |
| 18      | C1     | 39  | Bussi Racing                            | Bruno Sotty Jean-Claude Justice Patrick Oudet                | Ford Cosworth DFL 3.3 L V8          | D     | 291  |
| 19      | C2     | 86  | Mazdaspeed Co. Ltd.                     | Dave Kennedy Philippe Martin Jean-Michel Martin              | Mazda 737C                          | D     | 283  |
| 19      | C2     | 86  | Mazdaspeed Co. Ltd.                     | Dave Kennedy Philippe Martin Jean-Michel Martin              | Mazda 13B 1.3 L 2-Rotori            | D     | 283  |
| 20      | C1     | 13  | Primagaz                                | Yves Courage Alain de Cadenet Jean-François Yvon             | Cougar C12                          | M     | 279  |
| 20      | C1     | 13  | Primagaz                                | Yves Courage Alain de Cadenet Jean-François Yvon             | Porsche Type-935 2.6 L Turbo Flat-6 | M     | 279  |
| 21      | C2     | 99  | Roy Baker Promotions Ford               | Paul Smith Will Hoy Nick Nicholson                           | Tiga GC285                          | A     | 274  |
| 21      | C2     | 99  | Roy Baker Promotions Ford               | Paul Smith Will Hoy Nick Nicholson                           | Ford Cosworth BDT 1.7 L Turbo I4    | A     | 274  |
| 22      | C1     | 34  | Kreepy Krauly Racing                    | Graham Duxbury Christian Danner Almo Coppelli                | March 85G                           | Y     | 270  |
| 22      | C1     | 34  | Kreepy Krauly Racing                    | Graham Duxbury Christian Danner Almo Coppelli                | Porsche Type-935 2.6 L Turbo Flat-6 | Y     | 270  |
| 23      | C2     | 95  | Roland Bassaler                         | Roland Bassaler Dominique Lacaud Yvon Tapy                   | Sauber SHS C6                       | A     | 268  |
| 23      | C2     | 95  | Roland Bassaler                         | Roland Bassaler Dominique Lacaud Yvon Tapy                   | BMW M88 3.5 L I6                    | A     | 268  |
| 24      | C2     | 85  | Mazdaspeed Co. Ltd.                     | Yoshimi Katayama Yojiro Terada Takashi Yorino                | Mazda 737C                          | D     | 264  |
| 24      | C2     | 85  | Mazdaspeed Co. Ltd.                     | Yoshimi Katayama Yojiro Terada Takashi Yorino                | Mazda 13B 1.3 L 2-Rotori            | D     | 264  |
| 25 DSQ† | C1     | 41  | WM-Peugeot                              | Patrick Gaillard Pascal Pessiot Dominique Fornage            | WM P83B                             | M     | 267  |
| 25 DSQ† | C1     | 41  | WM-Peugeot                              | Patrick Gaillard Pascal Pessiot Dominique Fornage            | Peugeot PRV 2.6 L Turbo V6          | M     | 267  |
| 26 NC   | C2     | 77  | Spice Engineering                       | Tim Lee-Davey Neil Crang Tony Lanfranchi                     | Tiga GC84                           | D     | 226  |
| 26 NC   | C2     | 77  | Spice Engineering                       | Tim Lee-Davey Neil Crang Tony Lanfranchi                     | Ford Cosworth DFV 3.0 L V8          | D     | 226  |
| 27 NC   | C2     | 74  | Team Labatt Gebhardt Engineering        | Frank Jelinski John Graham Nick Adams                        | Gebhardt JC853                      | A     | 224  |
| 27 NC   | C2     | 74  | Team Labatt Gebhardt Engineering        | Frank Jelinski John Graham Nick Adams                        | Ford Cosworth DFV 3.0 L V8          | A     | 224  |
| 28 NC   | C2     | 98  | Roy Baker Promotions Ford               | François Duret David Andrews Duncan Bain                     | Tiga GC284                          | A     | 150  |
| 28 NC   | C2     | 98  | Roy Baker Promotions Ford               | François Duret David Andrews Duncan Bain                     | Ford Cosworth BDT 1.7 L Turbo I4    | A     | 150  |
| 29 NC   | C2     | 93  | Automobiles Louis Descartes             | Louis Descartes Jacques Heuclin Daniel Hubert                | ALD 01                              | A     | 141  |
| 29 NC   | C2     | 93  | Automobiles Louis Descartes             | Louis Descartes Jacques Heuclin Daniel Hubert                | BMW M88 3.5 L I6                    | A     | 141  |
| 30 DNF  | C1     | 18  | Brun Motorsport                         | Massimo Sigala Oscar Larrauri Gabriele Tarquini              | Porsche 956                         | D     | 323  |
| 30 DNF  | C1     | 18  | Brun Motorsport                         | Massimo Sigala Oscar Larrauri Gabriele Tarquini              | Porsche Type-935 2.6 L Turbo Flat-6 | D     | 323  |
| 31 DNF  | C1     | 19  | Brun Motorsport                         | Walter Brun Joël Gouhier Didier Theys                        | Porsche 962C                        | D     | 304  |
| 31 DNF  | C1     | 19  | Brun Motorsport                         | Walter Brun Joël Gouhier Didier Theys                        | Porsche Type-935 2.6 L Turbo Flat-6 | D     | 304  |
| 32 DNF  | C1     | 3   | Rothmans Porsche                        | Al Holbert Vern Schuppan John Watson                         | Porsche 962C                        | D     | 299  |
| 32 DNF  | C1     | 3   | Rothmans Porsche                        | Al Holbert Vern Schuppan John Watson                         | Porsche Type-935 2.6 L Turbo Flat-6 | D     | 299  |
| 33 DNF  | C1     | 31  | Primagaz                                | Pierre Yver Pierre-François Rousselot François Sérvanin      | Rondeau M382                        | D     | 286  |
| 33 DNF  | C1     | 31  | Primagaz                                | Pierre Yver Pierre-François Rousselot François Sérvanin      | Ford Cosworth DFV 3.0 L V8          | D     | 286  |
| 34 DNF  | C1     | 8   | New-Man Joest Racing                    | Paul Belmondo Maurizio de Narvaez Kenper Miller              | Porsche 956                         | D     | 277  |
| 34 DNF  | C1     | 8   | New-Man Joest Racing                    | Paul Belmondo Maurizio de Narvaez Kenper Miller              | Porsche Type-935 2.6 L Turbo Flat-6 | D     | 277  |
| 35 DNF  | C2     | 80  | Carma F.F.                              | Martino Finotto Aldo Bertuzzi Guido Daccò                    | Alba AR6                            | A     | 228  |
| 35 DNF  | C2     | 80  | Carma F.F.                              | Martino Finotto Aldo Bertuzzi Guido Daccò                    | Carma FF 1.9 L Turbo I4             | A     | 228  |
| 36 DNF  | GTP    | 40  | Jaguar Group 44                         | Brian Redman Hurley Haywood Jim Adams                        | Jaguar XJR-5                        | G     | 151  |
| 36 DNF  | GTP    | 40  | Jaguar Group 44                         | Brian Redman Hurley Haywood Jim Adams                        | Jaguar 6.0 L V12                    | G     | 151  |
| 37 DNF  | C1     | 67  | Jean-Philippe Grand                     | Patrick Gonin Pascal Witmeur Pierre de Thoisy                | Rondeau M482                        | M     | 143  |
| 37 DNF  | C1     | 67  | Jean-Philippe Grand                     | Patrick Gonin Pascal Witmeur Pierre de Thoisy                | Ford Cosworth DFL 3.3 L V8          | M     | 143  |
| 38 DNF  | C1     | 38  | Dome Team                               | Eje Elgh Geoff Lees Toshio Suzuki                            | Dome 85C-L                          | D     | 141  |
| 38 DNF  | C1     | 38  | Dome Team                               | Eje Elgh Geoff Lees Toshio Suzuki                            | Toyota 4T-GT 2.1 L Turbo I4         | D     | 141  |
| 39 DNF  | C2     | 90  | Jens Winther Denmark                    | Jens Winther David Mercer Margie Smith-Haas                  | URD C83                             | A     | 141  |
| 39 DNF  | C2     | 90  | Jens Winther Denmark                    | Jens Winther David Mercer Margie Smith-Haas                  | BMW M88 3.5 L I6                    | A     | 141  |
| 40 DNF  | B      | 157 | Angelo Pallavicini                      | Enzo Calderari Angelo Pallavicini Marco Vanoli               | BMW M1                              | A     | 116  |
| 40 DNF  | B      | 157 | Angelo Pallavicini                      | Enzo Calderari Angelo Pallavicini Marco Vanoli               | BMW M88 3.5 L I6                    | A     | 116  |
| 41 DNF  | B      | 156 | Raymond Touroul Team                    | Raymond Touroul Thierry Perrier Philippe Dermagne            | Porsche 911SC                       | P     | 107  |
| 41 DNF  | B      | 156 | Raymond Touroul Team                    | Raymond Touroul Thierry Perrier Philippe Dermagne            | Porsche 3.0 L Flat-6                | P     | 107  |
| 42 DNF  | C1     | 43  | WM-Peugeot                              | Claude Haldi Roger Dorchy Jean-Claude Andruet                | WM P83B                             | M     | 73   |
| 42 DNF  | C1     | 43  | WM-Peugeot                              | Claude Haldi Roger Dorchy Jean-Claude Andruet                | Peugeot PRV 2.8 L Turbo V6          | M     | 73   |
| 43 DNF  | C2     | 104 | Ecurie Blanchet Locatop                 | Michel Dubois Hubert Striebig Noël del Bello                 | Rondeau M379                        | A     | 65   |
| 43 DNF  | C2     | 104 | Ecurie Blanchet Locatop                 | Michel Dubois Hubert Striebig Noël del Bello                 | Ford Cosworth DFV 3.0 L V8          | A     | 65   |
| 44 DNF  | C1     | 24  | Cheetah Automobiles Switzerland         | Bernard de Dryver Claude Bourgoignie John Cooper             | Cheetah G604                        | D     | 53   |
| 44 DNF  | C1     | 24  | Cheetah Automobiles Switzerland         | Bernard de Dryver Claude Bourgoignie John Cooper             | Aston Martin-Tickford 5.3 L V8      | D     | 53   |
| 45 DNF  | C2     | 79  | Ecurie Ecosse                           | Mike Wilds Ray Mallock David Leslie                          | Ecosse C285                         | A     | 45   |
| 45 DNF  | C2     | 79  | Ecurie Ecosse                           | Mike Wilds Ray Mallock David Leslie                          | Ford Cosworth DFV 3.0 L V8          | A     | 45   |
| 46 DNF  | C1     | 46  | Bussi Racing Roland Bassaler            | Christian Bussi Jack Griffin Marion L. Speer                 | Rondeau M482                        | M     | 36   |
| 46 DNF  | C1     | 46  | Bussi Racing Roland Bassaler            | Christian Bussi Jack Griffin Marion L. Speer                 | Ford Cosworth DFL 3.3 L V8          | M     | 36   |
| 47 DNF  | B      | 152 | Vogelsang                               | Harald Grohs Altfrid Heger Kurt Köning                       | BMW M1                              | A     | 32   |
| 47 DNF  | B      | 152 | Vogelsang                               | Harald Grohs Altfrid Heger Kurt Köning                       | BMW M88 3.5 L I6                    | A     | 32   |
| 48 DNF  | C2     | 100 | Goodmands Sound Bartlett Chevron Racing | Richard Jones Robin Smith Max Cohen-Olivar                   | Chevron B62                         | A     | 19   |
| 48 DNF  | C2     | 100 | Goodmands Sound Bartlett Chevron Racing | Richard Jones Robin Smith Max Cohen-Olivar                   | Ford Cosworth DFL 3.3 L V8          | A     | 19   |
| 49 DNF  | C2     | 82  | Grifo Autoracing                        | Paolo Giangrossi Pasquale Barberio Mario Radicella           | Alba AR3                            | D     | 5    |
| 49 DNF  | C2     | 82  | Grifo Autoracing                        | Paolo Giangrossi Pasquale Barberio Mario Radicella           | Ford Cosworth DFL 3.3 L V8          | D     | 5    |
| DNS     | C1     | 61  | Sauber Racing                           | John Nielsen Dieter Quester Max Welti                        | Sauber C8                           | D     | -    |
| DNS     | C1     | 61  | Sauber Racing                           | John Nielsen Dieter Quester Max Welti                        | Mercedes-Benz M117 5.0 L Turbo V8   | D     | -    |
| DNS     | C2     | 81  | Carma F.F.                              | Loris Kessel Ruggero Melgrati Aldo Bertuzzi Jean-Pierre Frey | Alba AR2                            | A     | -    |
| DNS     | C2     | 81  | Carma F.F.                              | Loris Kessel Ruggero Melgrati Aldo Bertuzzi Jean-Pierre Frey | Carma FF 1.9 L Turbo I4             | A     | -    |
| DNS     | C2     | 97  | Strandell Porsche                       | Stanley Dickens Martin Schanche                              | Strandell 85                        | A     | -    |
| DNS     | C2     | 97  | Strandell Porsche                       | Stanley Dickens Martin Schanche                              | Porsche Type-934 3.3 L Turbo Flat-6 | A     | -    |
| DNQ     | C2     | 106 | Bruno Sotty                             | Martin Wagenstätter Kurt Hild                                | Lotec C302                          | D     | -    |
| DNQ     | C2     | 106 | Bruno Sotty                             | Martin Wagenstätter Kurt Hild                                | Ford Cosworth DFV 3.0 L V8          | D     | -    |
| DNQ     | C1     | 55  | John Fitzpatrick Racing                 | Kenny Acheson Dudley Wood Jean-Louis Schlesser               | Porsche 962C                        | Y     | -    |
| DNQ     | C1     | 55  | John Fitzpatrick Racing                 | Kenny Acheson Dudley Wood Jean-Louis Schlesser               | Porsche Type-935 2.6 L Turbo Flat-6 | Y     | -    |

† - La numero 41 non passò le verifiche tecniche post-gara, causa sottopeso. Era arrivata 24ª prima di essere squalificata.

## Statistiche
- Pole Position - numero 2 Rothmans Porsche - 3:14.80
- Giro più veloce - numero 1 Rothmans Porsche - 3:25.10
- Distanza - 5088.507 km
- Velocità media - 212.021 km/h